# Vinzenz Knödl
Vinzenz Knödl OCist (* 23. Februar 1821 in Mureck; † 16. Oktober 1890) war 46. Abt des Zisterzienserstiftes Rein in der Steiermark.

## Leben

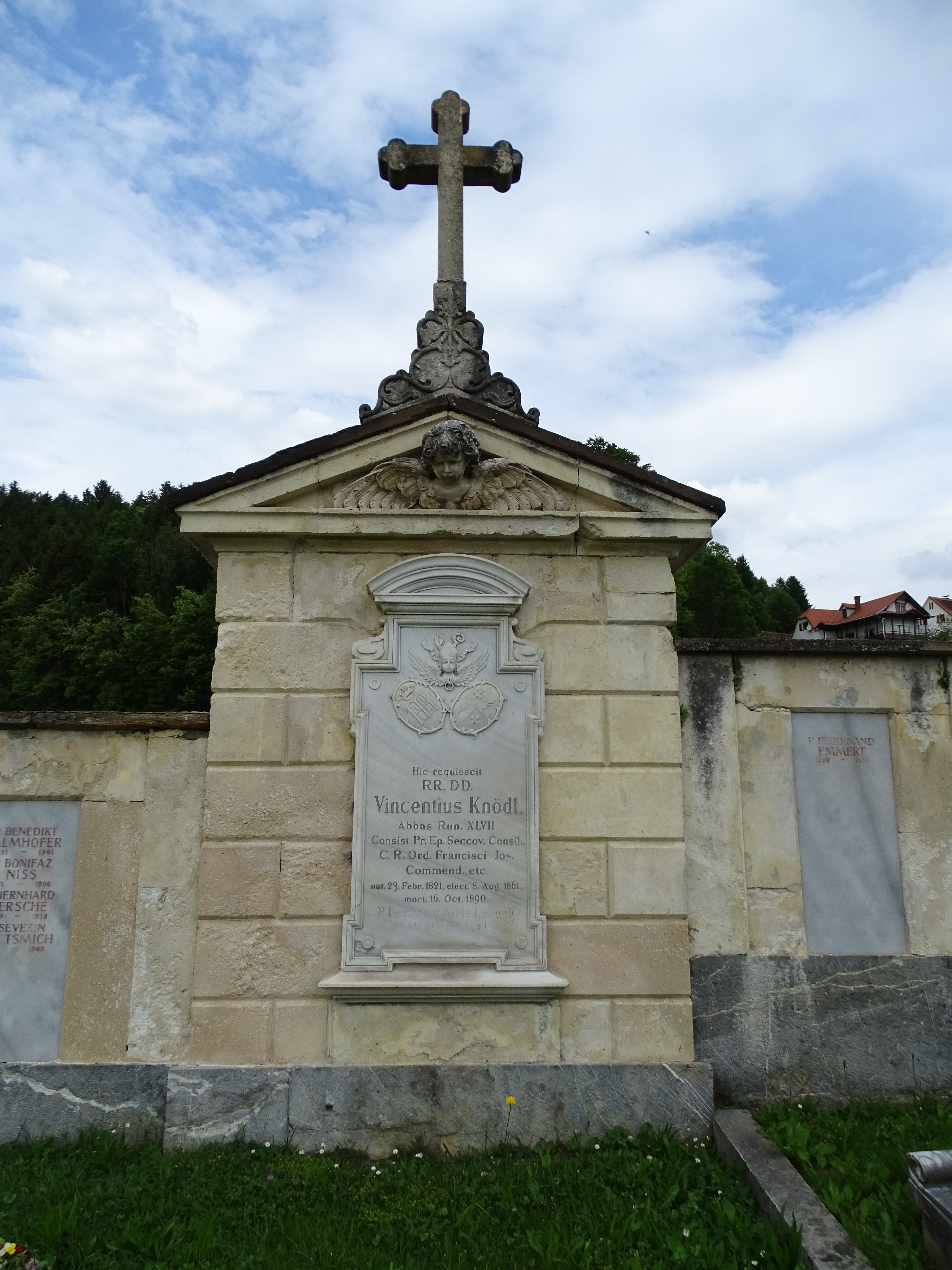
Der Grabstein von Vinzenz Knödl am Friedhof Stift Rein-Eisbach

Vinzenz Knödl besuchte das Gymnasium in Varaždin und trat am 26. August 1843 in das Stift Rein ein, wo er am 22. September 1845 seine Ordensgelübde ablegte. Er studierte in Graz, wurde am 26. Juli 1847 zum Priester geweiht und arbeitete unter anderem als Stiftshofmeister. Am 18. Februar 1861 wurde er zum bischöflichen Konsistorialrat ernannt.
Am 8. August 1861 wurde Knödl zum Abt des Stiftes Rein gewählt. Während seiner Amtszeit förderte er die Wirtschaft des Stiftes sowie die Kunst und die Wissenschaften. Weiters veranlasste er die Vollendung der neuen Pfarrkirche von Sankt Bartholomä und die Restaurierung der Wallfahrtskirche Maria Straßengel. Am 9. September 1888 wurde Knödl zum Komtur des k. k. Franz-Josephs-Ordens ernannt.